# Rémálmok bazára
A Rémálmok bazára (The Bazaar of Bad Dreams) Stephen King hatodik, 2015-ben megjelent novelláskötete, amely húsz történetet tartalmaz. A kötetre jellemző, hogy King minden novella elé rövid bevezetőt írt annak keletkezéséről és keletkezésének motivációiról. Magyarul először az Európa Könyvkiadónál jelent meg a mű, 2016-ban.

## Tartalom
- A 81-es mérföldkőnél (Mile 81)
- Prémium Harmónia (Premium Harmony)
- Batman és Robin hajba kap (Batman and Robin Have an Altercation)
- A dűne (The Dune)
- A kis görény (Bad Little Kid)
- A kivégzés (A Death)
- A csonttemplom (The Bone Church)
- Morál (Morality)
- Utóélet (Afterlife)
- Ur (Ur)
- Herman Wouk még él (Herman Wouk Is Still Alive)
- Gyengélkedik (Under the Weather)
- Blokád Billy (Blockade Billy)
- Miszter Cukifalat (Mister Yummy)
- Tommy (Tommy)
- A kínok zöld istenkéje (The Little Green God of Agony)
- Az a busz egy másik világ (That Bus Is Another World)
- Gyászjelentések (Obits)
- Részeg tűzijáték (Drunken Fireworks)
- Nyári mennydörgés (Summer Thunder)

## Magyarul
- Rémálmok bazára. Elbeszélések; ford. Bartók Imre et al.; Európa, Bp., 2016